# 150 preguntas a un guerrillero
150 preguntas a un guerrillero (150 Fragen an einen Guerillakämpfer) ist ein 1955 zuerst veröffentlichtes praktisches Handbuch zur Guerillakriegsführung von Alberto Bayo, einem in Kuba geborenen Offizier, der im Spanischen Bürgerkrieg und in der Kubanischen Revolution kämpfte. Es gehört zu den Klassikern der militärischen Literatur über den Guerillakrieg.

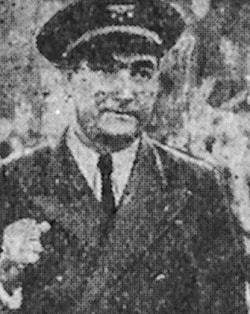
Alberto Bayo

## Einführung
Alberto Bayo (1892–1967) war ein Mitglied der Rebellenarmee, der zuvor im Spanischen Bürgerkrieg gekämpft und die Granma-Expeditionstruppen ausgebildet hatte. Die 19. Ausgabe hatte eine Auflage von 10.000 Exemplaren, deren Verkaufserlös, wie es hieß, der von der kubanischen Regierung ins Leben gerufenen Kampagne „Armas y Aviones“ (Waffen und Flugzeuge) zugutekommen sollte, um Mittel für den Kauf von Rüstungsgütern aufzubringen. Ihr Titelbild zeigt einen Guerillakämpfer (span. guerillero) auf dem Weg ins Gebirge, gekleidet in eine olivgrüne Felduniform, bewaffnet mit einem Gewehr, einem Rucksack, einem beginnenden Bart und der Armbinde der Movimiento 26 de Julio (Bewegung des 26. Juli). Die Mitglieder dieser Organisation, die von Fidel Castro nach dem gescheiterten Angriff auf die Kasernen Moncada (in Santiago de Cuba) und Carlos Manuel de Céspedes (in Bayamo) im Jahr 1953 gegründet wurde, werden hier als archetypische Guerillakämpfer vorgestellt.
Das Buch wurde 1963 erstmals ins Englische übersetzt und erlebte zahlreiche Nachauflagen. Es wurde auch in verschiedene andere Sprachen übersetzt.